# Brigitta Schulz
Brigitta Schulz (* 6. November 1953 in Aschaffenburg) ist eine deutsche Politikerin (SPD) und ehemaliges Mitglied der Hamburgischen Bürgerschaft.

## Leben
Schulz ließ sich zur Industriekauffrau im Chemiekonzern und zur staatlich geprüften Sekretärin ausbilden und arbeitete danach fast dreißig Jahre lang Vollzeit als Sekretärin in einem Patentanwaltsbüro, als Chefsekretärin im Versicherungskonzern und in einem Einrichtungshaus. Seit 2003 arbeitet sie Teilzeit als Sekretärin bei Wirtschaftsverbänden.
Schulz ist verheiratet.

## Politik
Schulz ist seit 2002 Mitglied der SPD, seit 2003 gehört sie dem Vorstand im Distrikt Hausbruch an. Am 1. Januar 2012 rückte sie in die Hamburgische Bürgerschaft nach. Sie ersetzte das Mandat von Thomas Völsch, welcher über die Liste im Wahlkreis Süderelbe gewählt wurde.
Bei der Bürgerschaftswahl 2015 errang Schulz ein Direktmandat in ihrem Wahlkreis Süderelbe und war somit ab März 2015 Mitglied der 21. Hamburgischen Bürgerschaft.
Im April 2017 gab Schulz ihr Bürgerschaftsmandat ab. Zuvor hatte ihr Mann, der Sozialdemokrat Manfred Schulz, den Vorsitz der Bezirksversammlung Harburg abgegeben. Für Schulz rückte Jasmin Hilbring nach.